# Hubert Deschamps (historien)
Pour les articles homonymes, voir Hubert Deschamps et Deschamps.
Hubert Jules Deschamps, né le 22 juillet 1900 à Royan et mort le 19 mai 1979 à Paris, est un administrateur colonial français, devenu historien de l'Afrique.

## Biographie
En 1918, il s'engage dans la Marine. Après un séjour en mer Noire, il est affecté au ministère de la Défense à Paris. Reprenant alors ses études, il suit les cours de Charles Seignobos, Gustave Glotz, Albert Demangeon et Emmanuel de Martonne à la Sorbonne. Il obtient une licence d’histoire et de géographie en 1921, une licence en droit en 1923, puis sort major de l'École coloniale et diplômé de l’École des langues orientales.

### Carrière coloniale
Hubert Deschamps est nommé en 1926 administrateur à Madagascar, où il reste jusqu'en 1936 (en poste à Tananarive, Manakara, Ambovombé et Vangaindrano). Il est chargé de la direction du pavillon malgache à l’Exposition coloniale de Batavia (actuelle Djakarta) en 1935 et visite Bali. À son retour à Madagascar, il est nommé au secrétariat particulier du gouverneur général Léon Cayla. Membre de la SFIO, le 4 juin 1936 il devient attaché puis chef de cabinet adjoint de Léon Blum, alors président du Conseil.
Il devient en mars 1938, chef de cabinet de Marius Moutet, ministre des Colonies. Il est nommé secrétaire général de la Martinique et assure l'intérim du gouverneur en mai 1938.
Il intègre le corps des gouverneurs en étant nommé gouverneur de la Côte française des Somalis du 30 mai 1938 au 3 août 1940. Il décide de suivre le régime de Vichy et devient gouverneur de la Côte d'Ivoire de 1941 à 1942. En 1941, il y créé  un Centre d’études indigènes puis un musée de l'art africain. Il se rallie à la France libre en 1942 et est nommé au Sénégal de 1942 à 1943.

### Après la Seconde Guerre mondiale
Il est radié de la fonction publique ou mis à la retraite d'office par la commission d'épuration en 1945 et ouvre à Paris, place Saint-Sulpice, une librairie-galerie appelée Palmes, centrée sur l’art africain, tout en donnant des cours à l’École nationale de la France d'outre-mer et à la Fondation nationale des sciences politiques. En 1950, un décret l'admet à la retraite régulière de son corps.
Il entre en 1948 à l'Office de la recherche scientifique et technique outre-mer (ORSTOM), où il fonde une Direction des sciences humaines, puis le Conseil supérieur des études sociologiques d'Outre-Mer.
En juin 1954, Hubert Deschamps entre au cabinet de Roger Duveau, secrétaire d’État à la France d’Outre-Mer dans le gouvernement de Pierre Mendès-France.

### Carrière universitaire
Hubert Deschamps mène en parallèle une carrière scientifique, avec un intérêt pour l'anthropologie. Il soutient en 1938 à la Sorbonne une thèse intitulée Les Antaisaka. Géographie humaine, histoire et coutumes d’une population malgache avec un mémoire complémentaire sur Le dialecte Antaisaka.
Il est élu professeur à la Sorbonne en 1962, titulaire de la nouvelle chaire d’histoire moderne et contemporaine de l’Afrique. Il est membre du premier conseil élu de l’Unité d’enseignement et recherche d’histoire en 1969. Il enseigne jusqu'à sa retraite en 1970.

### Membre de sociétés savantes
Premier lauréat du prix de Madagascar en 1951 (décerné par l’Association des écrivains de langue française), il siège au jury de ce prix par la suite. En 1953, il est élu à l'Académie des sciences d'outre-mer et, en 1961, membre correspondant à l’Académie royale des sciences d'outre-mer. Il fut également président de la Société française d’Outre-Mer, membre de la Société des Africanistes, de l’Institut international africain et de l’Académie malgache. De 1960 à 1976, il dirigea la collection Mondes d’Outre-Mer aux éditions Berger-Levrault.

## Famille
Hubert Deschamps a un fils, Alain Deschamps, né en 1928, ancien ambassadeur français et écrivain. Il devient le beau-père de l'écrivain et journaliste Philippe Daudy, après s'être remarié avec sa mère, Paule Poggi (fille du commandant Jean Poggi, mort pour la France).

## Publications
Hubert Deschamps est l'auteur de nombreuses publications sur l'Afrique et en particulier sur Madagascar :
- Le dialecte antaisaka, langue malgache, Tananarive, Imprimerie moderne de l'Emyrne Pitot de la Beaujardière, 1936, 126 p.
- Les pirates à Madagascar aux XVIIe et XVIIIe siècles, Paris, Berger-Levrault, 1949, 244 p.[5]
- Les Institutions politiques de l'Afrique noire, PUF (coll. « Que sais-je ? »), 1950, 128 p.
- Madagascar, Comores, Terres australes, Paris, Berger-Levrault, 1951, 192 p., 2e édition.
- Pirates et flibustiers, PUF (coll. « Que sais-je ? »), 1952, 128 p.
- Les religions de l'Afrique noire, PUF (Que sais-je ?), 1954, 128 p.
- avec Suzanne Vianès, Les Malgaches du Sud-Est: Antemoro, Antesaka, Antambahoaka, peuples de Farafangana-Antefasi, Zafisoro, Sahavoai, Sahafatra, PUF, 1959, 116 p.
- Les migrations intérieures passées et présentes à Madagascar, Paris, Berger-Levrault, 1959, 284 p.
- L'Afrique précoloniale noire, PUF (coll. « Que sais-je ? »), 1962, 128 p.
- Traditions orales et archives du Gabon, Paris, Berger-Levrault, 1962, 172 p.
- La fin des empires coloniaux, PUF (coll. « Que sais-je ? »), 1963, 128 p.
- Le Sénégal et la Gambie, PUF (coll. « Que sais-je ? »), 1964, 128 p.
- L'histoire de Madagascar, Paris, Berger-Levrault, 1960, 348 p., coll. « Mondes d'outre-mer ».
- Quinze ans au Gabon: les débuts de l'établissement français, Maisonneuve et Larose, 1965, 63 p.
- Histoire générale de l'Afrique noire, de Madagascar et des archipels, PUF, 1970, 145 p.
- Histoire de la traite des Noirs de l’Antiquité à nos jours, Fayard, 1972, 338 p., prix Broquette-Gonin, 1972.

Autres publications :
- « Les assemblées locales dans les territoires d'outre-mer », Politique étrangère, 1954, Vol. 19, no 4, p. 427–436.
- Hubert Deschamps, Histoire des explorations, Paris, P.U.F., coll. « Que sais-je ? » (no 150), 1969, 1re éd., 128 p.

Après son départ à la retraite, Hubert Deschamps publie son autobiographie, Roi de la brousse : mémoires d'autres mondes, ouvrage paru en 1975.

### Sources et bibliographie
- Sophie Dulucq, Écrire l'histoire de l'Afrique à l'époque coloniale: XIXe – XXe siècles, 2009
- Camille de Rauville, Littératures francophones de l'Océan Indien, 1990
- Encyclopaedia universalis, 1980
- France-Eurafrique, no 278 à 291, 1979
- Mondes et cultures: comptes rendus trimestriels des séances de l'Académie des sciences d'outre-mer, vol. 41, 1981
- Afrique contemporaine, vol. 17, no 101 et vol. 19, no 112, 1979
- Culture française, vol. 28 et 29, 1979